# Synchrocyclotron

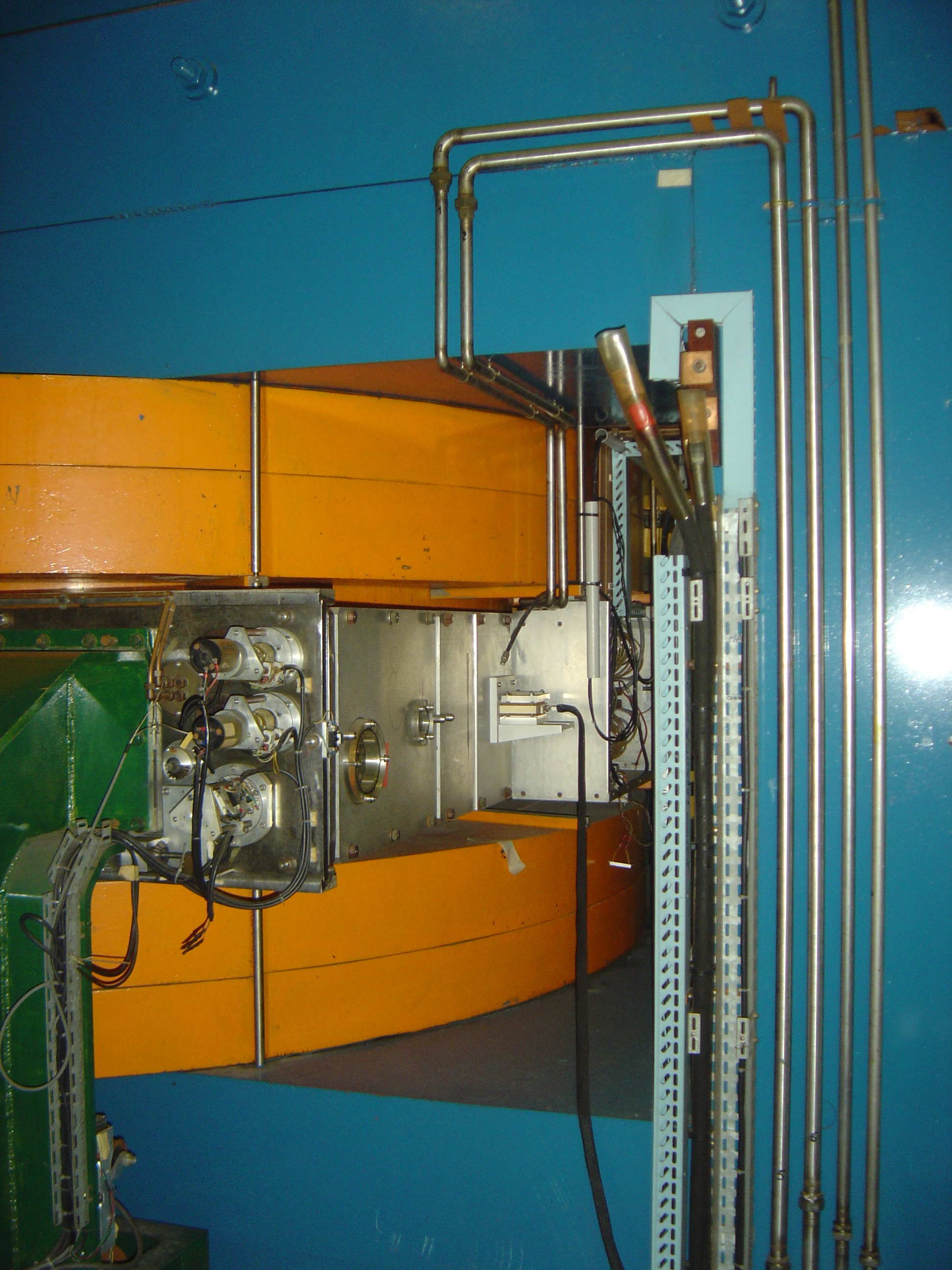
Aimant faisant partie du synchrocyclotron du centre de protonthérapie de l'Université Paris XI

Un synchrocyclotron est un cyclotron dont la fréquence du champ électrique est changée (progressivement diminuée) pour compenser le gain de masse des particules accélérées pendant que leur vitesse commence à approcher la vitesse de la lumière. Le synchrocyclotron permet d'atteindre des énergies de l'ordre de centaines de MeV. Sa structure diffère de celle d'un cyclotron parce qu'il a un duant (Dee) simple au lieu de deux duants (Dees), la taille importante de l'électroaimant proportionnée à l'énergie désirée pour les particules. Le poids de l'électroaimant croît très vite avec l'énergie obtenue, comme le cube environ.
Dans un synchrocyclotron, c'est la dimension de l'électroaimant qui détermine l'énergie finale.
La fréquence de résonance du système HF doit pouvoir varier facilement grâce à un condensateur variable intercalé entre le conducteur du duant (dee) et la paroi. Une tension continue, superposée à la tension HF est appliquée à l'électrode d'accélération pour faciliter l'extraction de la source d'ions.
Le synchrocyclotron est inapplicable aux électrons, parce que leur masse de départ est si petite que la variation de fréquence, au lieu d'être de 30 ou 40 % , serait dans le rapport de 1 à 500 ou 1000, irréalisable avec les techniques de radioélectricité.

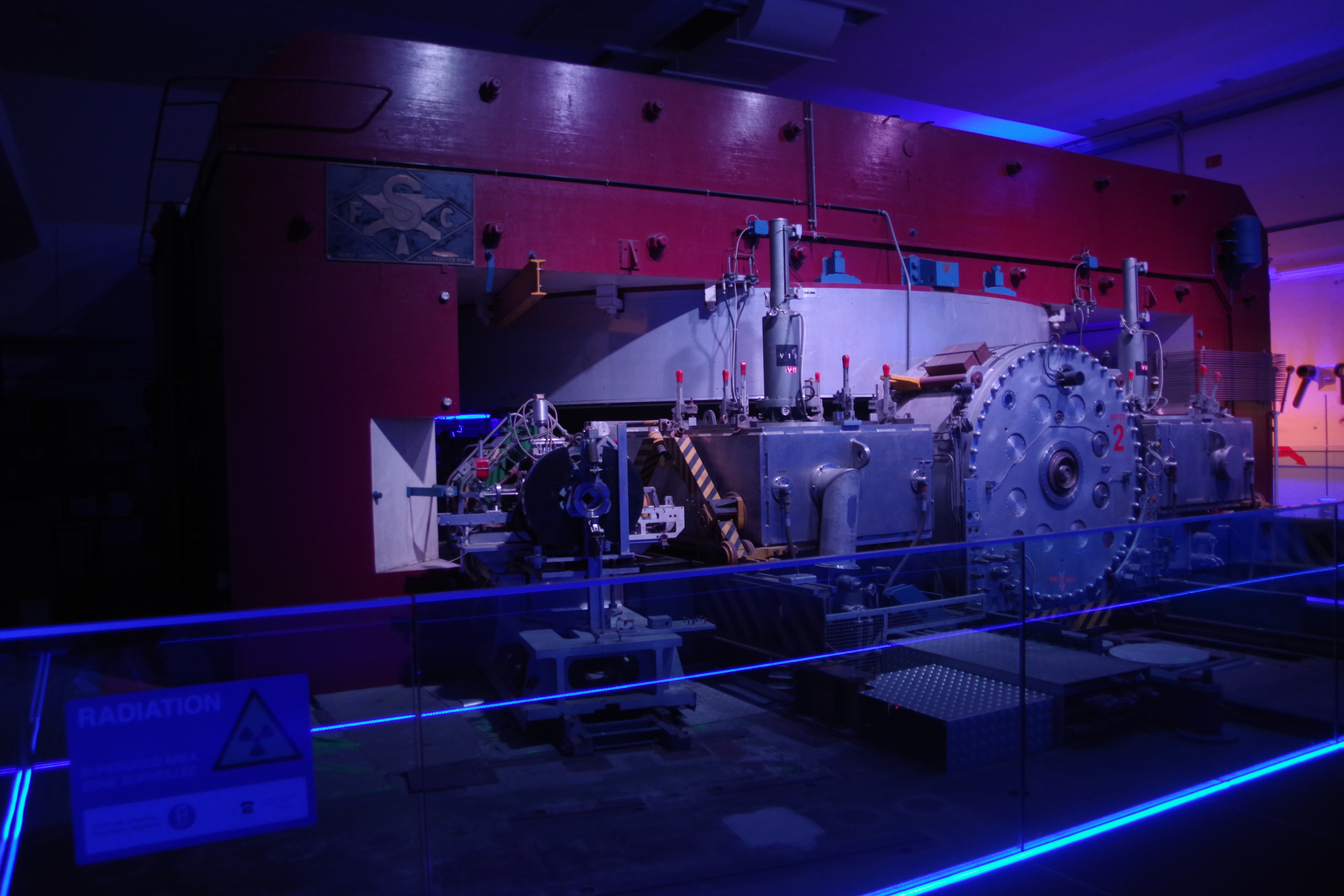
Synchrocyclotron du CERN

Le cyclotron perd de son efficacité quand on cherche à accélérer des protons au-delà de 10 à 20 MeV, en raison de la variation relativiste de la masse qui perturbe le fonctionnement quand elle atteint une grandeur de 1 ou 2 %.

## Histoire
Le premier synchrocyclotron a été construit à l’Université de Californie (Berkeley) en 1946. D’autres machines de ce type ont été construites en URSS, à Doubna, et en à la frontière de la France et de la Suisse, au CERN.

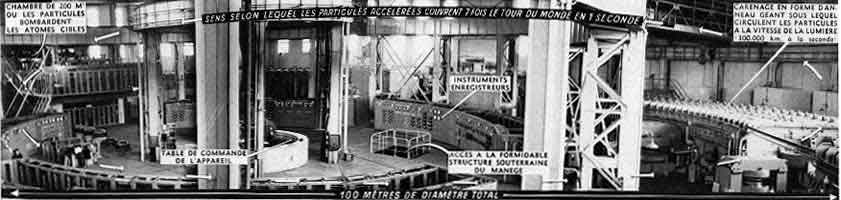
Le synchrocyclotron de Doubna photographié en 1957 par un jeune photo-journaliste français, Jean-Louis Swiners.

Le synchrocyclotron a été le premier accélérateur du CERN. Il a démarré en 1958 et n’a été fermé qu’en 1990. Il avait un électroaimant dont les pôles mesuraient 5 mètres de diamètre ; 2 500 tonnes d'acier composaient le circuit magnétique, excité par 2 bobines de 60 tonnes de cuivre chacune, qui consommaient 750 kW de puissance électrique. Rayon de l'orbite en fin d'accélération : 227 cm. Énergie du faisceau de protons : 600 MeV.

## Utilisation
- Recherche
- Utilisation médicale: traitements de tumeur par bombardement de particules chargées (protons (protonthérapie), hélium, etc) : l'hadronthérapie